# デューク佐渡
デューク佐渡（ - さど、1978年1月27日 - ）は、日本のプロレスのレフェリー。本名、佐渡 寛（さど ひろし）。神奈川県厚木市出身。

## 経歴
2000年、レッスル夢ファクトリーにレフェリーとして入団。
2000年3月18日、東京都・大田区大会でデビュー。
2001年10月、レッスル夢ファクトリーに退団。
2002年、プロレスリングZERO1にレフェリーとして入団。
2011年、プロレスリングZERO1に退団。
2012年2月、マッドスポーツの運営するマーブル☆プロジェクトに設立。現在はスターダムやみちのくプロレスのオフィシャルレフェリーとして活動。